# 田上大地
田上 大地（たがみ だいち、1993年6月16日 - ）は、千葉県千葉市稲毛区出身のプロサッカー選手。Jリーグ・ファジアーノ岡山所属。ポジションはディフェンダー（DF）。

## 略歴
2009年、流通経済大学付属柏高等学校に入学。同級生に呉屋大翔、中村慶太らがいる。2011年は主将として全国高等学校総合体育大会サッカー競技大会でベスト4進出。個人としては優秀選手に選出され、大会直前にフォワードにコンバートされたこともあり、得点王も獲得した。高円宮杯U-18サッカーリーグ2011では全試合に出場。9得点を決めた。
2012年流通経済大学に入学。2014年にディフェンダーに再コンバートされた。その後総理大臣杯全日本大学サッカートーナメントで2連覇全日本大学サッカー選手権大会では初優勝を果たし、夏冬連覇を達成した。第29回デンソーカップサッカーでは、関東選抜Aに選出された。2015年3月3日全日本大学選抜としてスペイン・バルセロナ、に遠征することが発表された。5月には、ユニバーシアードサッカー日本代表にも選出された。
2015年8月20日に栃木SCに特別指定選手として登録された。
12月3日にV・ファーレン長崎への2016年からの加入が内定した。
2016年は3月20日のJ2リーグ第4節京都サンガF.C.戦でJリーグデビューを果たすも、リーグ中盤戦以降なかなか出場機会にも恵まれなかった。9月6日にはプロA契約を締結した。12月6日には長崎との契約を更新し、2017年もV・ファーレン長崎でプレーすることとなった。2017シーズン開幕前には、JリーグDAZNニューイヤーカップに出場。横浜FCとの試合で同杯クラブ初得点を決めた。この得点は同杯クラブ唯一の得点であった。
2018シーズン第1節、湘南ベルマーレ戦で自身及びチームとして初めてのJ1リーグでのゴールを記録した。
2019年、柏レイソルに完全移籍。
2020年、アルビレックス新潟へ期限付き移籍で加入。
2022年より完全移籍。同シーズン、チームがJ2優勝、J1昇格を決める原動力の一つとなった。2023年11月28日、新潟は契約満了を発表。同年12月3日の最終戦では出場機会は無かったが、試合後のセレモニーでサポーターに挨拶を行った。
2024年、ファジアーノ岡山に完全移籍で加入した。
2025年、J1リーグ第1節の京都サンガF.C.戦にて得点。2018年の長崎時代に続く二度目のチームJ1リーグ初ゴールを記録した。

## 人物・プレースタイル
- 恵まれた身体能力を生かした体を張ったディフェンスが持ち味。フリーキックの精度も高い[14]。
- 養父雄仁と仲が良い。理由は、大学時代の先輩がロアッソ熊本時代の養父を見て、「養父さんは凄く良い人だ」と話を聞いたからだと本人は言っている[29]。
- 田上大地は千葉県出身で、3人兄弟の次男として育ち、10歳からサッカーを始めた[30]。休日には愛犬と散歩やお出かけをすることが趣味で、温泉やサウナ・水風呂でリラックスすることも好んでいる[31]。

- 2022年には地元田上町から観光大使に任命され、「日頃から町の魅力をSNSで発信していたことが実って承諾した」とコメントし、地域への愛着や情報発信にも積極的である[32]。

- さらに、2022年に発案した社会貢献プロジェクト「ニイガタガミカタ」では、ひとり親家庭や児童養護施設を支援するフードドライブなどを継続的に行い、「子どもたちに寄り添いたい」という願いを込めて活動している[33]。

- また、中学1年で父親を亡くした経験があり、シングルマザーで弟たちを育てた母への感謝を胸に「プロ入りは母への恩返し」と語っている[34]。

- 田上はチームでは「お尻が大きい」と冗談めかされるほどの天然キャラであり、マイペースながらも真面目でユーモアのある性格として知られ、仲間からはムードメーカーと評されている[35]。

## 所属クラブ
- 千葉アミカルスポーツクラブ（千葉市立千草台小学校）
- 千葉市立草野中学校
- 流通経済大学付属柏高等学校
- 流通経済大学サッカー部
  - 2015年  栃木SC(特別指定選手)
- 2016年 - 2018年  V・ファーレン長崎
- 2019年 - 2021年  柏レイソル
  - 2020年 - 2021年  アルビレックス新潟（期限付き移籍）
- 2022年 - 2023年 アルビレックス新潟
- 2024年 -ファジアーノ岡山FC

## 個人成績
| 国内大会個人成績 | 国内大会個人成績 | 国内大会個人成績 | 国内大会個人成績 | 国内大会個人成績 | 国内大会個人成績 | 国内大会個人成績 | 国内大会個人成績 | 国内大会個人成績 | 国内大会個人成績 | 国内大会個人成績 | 国内大会個人成績 |
| 年度             | クラブ           | 背番号           | リーグ           | リーグ戦         | リーグ戦         | リーグ杯         | リーグ杯         | オープン杯       | オープン杯       | 期間通算         | 期間通算         |
| 年度             | クラブ           | 背番号           | リーグ           | 出場             | 得点             | 出場             | 得点             | 出場             | 得点             | 出場             | 得点             |
| 日本             | 日本             | 日本             | 日本             | リーグ戦         | リーグ戦         | リーグ杯         | リーグ杯         | 天皇杯           | 天皇杯           | 期間通算         | 期間通算         |
| ---------------- | ---------------- | ---------------- | ---------------- | ---------------- | ---------------- | ---------------- | ---------------- | ---------------- | ---------------- | ---------------- | ---------------- |
| 2015             | 流経大           | 5                | -                | -                | -                | -                | -                | 1                | 0                | 1                | 0                |
| 2016             | 長崎             | 5                | J2               | 15               | 0                | -                | -                | 1                | 0                | 16               | 0                |
| 2017             | 長崎             | 5                | J2               | 24               | 1                | -                | -                | 1                | 0                | 25               | 1                |
| 2018             | 長崎             | 5                | J1               | 27               | 3                | 2                | 0                | 2                | 0                | 31               | 3                |
| 2019             | 柏               | 3                | J2               | 7                | 0                | 5                | 0                | 2                | 0                | 14               | 0                |
| 2020             | 新潟             | 50               | J2               | 30               | 3                | -                | -                | -                | -                | 30               | 3                |
| 2021             | 新潟             | 50               | J2               | 24               | 0                | -                | -                | 2                | 1                | 26               | 1                |
| 2022             | 新潟             | 50               | J2               | 23               | 2                | -                | -                | 1                | 0                | 24               | 2                |
| 2023             | 新潟             | 50               | J1               | 11               | 0                | 6                | 0                | 3                | 1                | 20               | 1                |
| 2024             | 岡山             | 18               | J2               | 33               | 5                | 1                | 0                | 1                | 0                | 35               | 5                |
| 2025             | 岡山             | 18               | J1               |                  |                  |                  |                  |                  |                  |                  |                  |
| 通算             | 日本             | 日本             | J1               | 38               | 3                | 8                | 0                | 5                | 1                | 51               | 4                |
| 通算             | 日本             | 日本             | J2               | 156              | 11               | 6                | 0                | 8                | 1                | 170              | 12               |
| 通算             | 日本             | 日本             | 他               | -                | -                | -                | -                | 1                | 0                | 1                | 0                |
| 総通算           | 総通算           | 総通算           | 総通算           | 194              | 14               | 14               | 0                | 14               | 2                | 222              | 16               |

その他の公式戦
- 2024年
  - J1昇格プレーオフ：2試合0得点

- 公式戦初出場 - 2015年9月6日 天皇杯2回戦 京都サンガF.C.戦 (西京極)[36]
- Jリーグ初出場 - 2016年3月20日 J2第4節 京都サンガF.C.戦 (西京極)[15]

## タイトル

### チームタイトル
流通経済大学
- 第37回総理大臣杯全日本大学サッカートーナメント
- 第38回総理大臣杯全日本大学サッカートーナメント[6]
- 第63回全日本大学サッカー選手権大会[7]

柏レイソル
- J2リーグ（2019年）

アルビレックス新潟
- J2リーグ（2022年）

### 個人タイトル
- 全国高等学校総合体育大会サッカー競技大会得点王（2011年）[3]

## 代表・選抜歴
- 第29回デンソーカップサッカー関東選抜A[8]
- 全日本大学選抜[9]
- ユニバーシアードサッカー日本代表